# Episodi di Baldios - Il guerriero dello spazio
Questa è una lista degli episodi dell'anime Baldios - Il guerriero dello spazio.
Questa è la lista degli episodi dell'anime giapponese Baldios - Il guerriero dello spazio. In Giappone la serie è andata in onda in gran parte su TV Tokyo dal 30 giugno 1980 al 25 gennaio 1981, inizialmente ogni lunedì alle 18:45 o 19:00 e poi ogni domenica alle 7:00 a partire dall'episodio 19: tuttavia l'episodio 31 venne saltato e la serie fu interrotta dopo l'episodio 32 sui 39 previsti. Solo in seguito vennero recuperati gli episodi 31, 33 e 34 prodotti ma non trasmessi. In Italia la serie fu importata fino all'episodio 32 dalla V.I.D., e trasmessa per la prima volta su Bim bum bam (all'epoca in onda su Antenna Nord ed altre emittenti locali) dal 23 novembre al 23 dicembre 1981. Gli episodi 33 e 34, già inclusi nelle edizioni VHS e DVD, andarono in onda nella replica su Hiro di marzo/aprile 2009.

## Lista episodi
| Nº                     | Titolo italiano Giapponese 「Kanji」 - Rōmaji - Traduzione letterale | In onda           | In onda  |
| Nº                     | Titolo italiano Giapponese 「Kanji」 - Rōmaji - Traduzione letterale | Giapponese        | Italiano |
| 1                      | Il guerriero dello spazio 「孤独の追跡者」 - kodoku no tsuiseki mono – "La solitudine dell'inseguitore" | 30 giugno 1980    | 1981     |
| 2                      | Il segreto del Pulser Burn 「パルサバーンの秘密」 - parusabān no himitsu – "Il segreto del Pulser Burn" | 7 luglio 1980     | 1981     |
| 3                      | Spionaggio spaziale 「スパイの烙印」 - supai no rakuin – "Il marchio della spia" | 14 luglio 1980    | 1981     |
| 4                      | Al di là del tridimensionale 「亜空間突入の日」 - akuukan totsunyuu no nichi – "Inseguimento subspaziale" | 21 luglio 1980    | 1981     |
| 5                      | Vendetta nel cosmo 「甦える復讐者」 - Yomigae eru fukushū-sha – "Vendetta nel cosmo" | 28 luglio 1980    | 1981     |
| 6                      | Probabilità di vita: 1 per cento 「灼熱の決死圏」 - shakunetsu no kesshi ken – "Disperati in un mondo di fiamme" | 4 agosto 1980     | 1981     |
| 7                      | Amore nello spazio 「愛の墓標」 - ai no bohyou – "La tomba dell'amore" | 11 agosto 1980    | 1981     |
| 8                      | All'ultimo sangue 「ヒマラー山脈の決闘」 - Himarā sanmyaku no kettō – "La battaglia sui monti Himalaya" | 18 agosto 1980    | 1981     |
| 9                      | Incontro e addio 「めぐり逢い、そして…」 - Meguri ai, soshite… – "L'ultimo incontro, e poi..." | 25 agosto 1980    | 1981     |
| 10                     | Caduto nello spazio 「我が友 亜空間に散る」 - waga tomo akuukan ni chiru – "L'amico caduto nel subspazio" | 1º settembre 1980 | 1981     |
| 11                     | Legge senza pietà 「情無用の戒律」 - jou muyou no kairitsu – "Ordini non necessari" | 8 settembre 1980  | 1981     |
| 12                     | L'uomo venuto dall'Unione Mondiale 「世界連盟から来た男」 - sekai renmei kara kita otoko – "L'uomo venuto dalla Federazione Mondiale" | 15 settembre 1980 | 1981     |
| 13                     | Little Japan 「想い出のリトルジャパン」 - omoide no ritorujapan – "Ricordi di Little Japan" | 22 settembre 1980 | 1981     |
| 14                     | Addio, cara sorella 「さらば愛しの妹よ」 - saraba itoshi no imouto yo – "Addio, mia amata sorella" | 29 settembre 1980 | 1981     |
| 15                     | Pace nella galassia 「いつわりの平和会議」 - itsuwarino heiwa kaigi – "Una falsa conferenza di pace" | 6 ottobre 1980    | 1981     |
| 16                     | I fuggitivi 「悪夢からの脱出」 - akumu karano dasshutsu – "Fuga da un incubo" | 13 ottobre 1980   | 1981     |
| 17                     | Guerra spaziale 「裏切りと暗殺の旅路（前編)」 - uragiri to ansatsu no tabiji (zenpen) – "Il viaggio del tradimento e dell'assassinio (parte 1)" | 20 ottobre 1980   | 1981     |
| 18                     | Esplosione nello spazio 「裏切りと暗殺の旅路（後編）」 - uragiri to ansatsu no tabiji (kouhen) – "Il viaggio del tradimento e dell'assassinio (parte 2)" | 27 ottobre 1980   | 1981     |
| 19                     | Il ponte sulla terza dimensione 「亜空間に架ける橋」 - akuukan ni kake ru hashi – "Il ponte sul subspazio" | 3 novembre 1980   | 1981     |
| 20                     | Il demone dello spazio (prima parte) 「甦った悪魔（前編)」 - Yomigaetta akuma (zenpen) – "Il demone ribelle (parte 1)" | 10 novembre 1980  | 1981     |
| 21                     | Il demone dello spazio (seconda parte) 「甦った悪魔（後編）」 - Yomigaetta akuma (kouhen) – "Il demone ribelle (parte 2)" | 17 novembre 1980  | 1981     |
| 22                     | La sfida del Broliler 「特攻メカ・ブロリラーの挑戦」 - tokkou meka - burorirā no chousen – "Suicidio - La sfida del Brawler" | 24 novembre 1980  | 1981     |
| 23                     | Marin salva il Giappone 「マリン、日本を救え!」 - marin, nippon wo sukue! – "Marin, salva il Giappone!" | 1º dicembre 1980  | 1981     |
| 24                     | Baldios l'invincibile 「バルディオス・パワーアップ!」 - barudeiosu - pawā appu! – "Baldios - Power up!" | 8 dicembre 1980   | 1981     |
| 25                     | Il complotto 「ガットラー暗殺計画」 - Gattorā ansatsu keikaku – "La congiura di Guttler" | 14 dicembre 1980  | 1981     |
| 26                     | Il misterioso essere spaziale 「謎の宇宙生命体」 - nazo no uchuu seimeitai – "La misteriosa forma di vita aliena" | 21 dicembre 1980  | 1981     |
| 27                     | Tradimento! 「私が信じたスパイ」 - watashi ga shinji ta supai – "L'uomo che credemmo spia" | 28 dicembre 1980  | 1981     |
| 28                     | Incontro con la morte 「決死のランデブー飛行」 - kesshi no randebū hikou – "L'incontro disperato" | 4 gennaio 1981    | 1981     |
| 29                     | Operazione Era Glaciale-Terra 「地球氷河期作戦」 - chikyuu hyougaki sakusen – "Operazione "Terra: Era Glaciale"" | 11 gennaio 1981   | 1981     |
| 30                     | Il giorno della Terra arida 「地球不毛の日」 - chikyuu fumou no nichi – "Il giorno in cui la Terra si inaridì" | 18 gennaio 1981   | 1981     |
| 31                     | Il pianeta perduto 「失われた惑星」 - ushinawa reta wakusei – "Il pianeta perduto" | -                 | 1981     |
| 32                     | Canto di battaglia 「破滅への序曲（前編）」 - hametsu heno jokyoku (zenpen) – "L'inizio della fine - parte 1" | 25 gennaio 1981   | 1981     |
| 33                     | Preludio alla catastrofe 「破滅への序曲（後編）」 - hametsu heno jokyoku (kouhen) – "L'inizio della fine - parte 2" | -                 | 2009     |
| 34                     | Il lungo meriggio della Terra 「地球の長い午後」 - chikyuu no nagai gogo – "(Il lungo meriggio della Terra)" | -                 | 2009     |
| Episodi mai completati | |                   |          |
| 35                     | Fiori per Aphrodia (Parte 1) 「アフロディアに花束を (前)」 - Afrodia ni hanabata – "Un bouquet per Aphrodia (prima)" |                   |          |
| 35                     | Gattler teme che se popolazione scoprisse che la Terra e S-1 sono lo stesso pianeta questo comprometterebbe il piano di occupazione. Negulos, che odia Afrodia incolpandola della morte di suo fratello, decide di sfruttare la situazione e ricatta Gattler: se non lo nominerà comandante supremo al posto di Aphrodia, renderà pubblica la verità. Gattler destituisce Afrodia in favore di Negulos. Il vero obiettivo di Negulos è in realtà quello di prendere il posto di Gattler, colpendolo nel suo punto più debole: Afrodia. Il nuovo comandante supremo non perde tempo, e fa imprigionare la ragazza. Nella fortezza Argor, Afrodia imprigionata è furente: se Negulos avrà carta bianca, la Terra verrà ridotta come S-1. Ma il piano di Negulos deve ancora completarsi: permette ad Afrodia di scappare dalla cella, in modo da poter dare l'ordine di sparare sulla fuggitiva. Afrodia si dirige sulla Terra con la sua Aphrocar, ma viene inseguita e colpita dai caccia di Aldebaran. Costretta a un atterraggio di fortuna su una spiaggia, viene salvata dall'arrivo dei Blue Fixer. |                   |          |
| 36                     | Fiori per Aphrodia (Parte 2) 「アフロディアに花束を (後)」 - Afrodia ni hanabata – "Un bouquet per Aphrodia (seconda)" |                   |          |
| 36                     | Dopo la cattura di Afrodia, la dottoressa Queenstein ordina di sottoporre la prigioniera allo scanner encefalico, al fine di ottenere utili informazioni. Mentre Afrodia viene scortata verso la sala interrogatori, Aran, un ex soldato di Aldebaran che vuole vendicarsi per essere stato messo in ibernazione assalta il gruppo. Aran spara ma colpisce Marin. Nella colluttazione che ne segue Afrodia si appropria di una pistola e uccide Aran. Aphrodia ha preso in ostaggio Marin e Jamie, e comunica a Gattler la posizione dei Blue Fixer. Jamie capisce però che le coordinate rivelate non sono quelle giuste. Afrodia scappa sulla Afrocar dirigendosi sul luogo delle false coordinate, dove intanto è giunto anche Negulos. Mentre Aphrodia e Negulos si combattono tra loro, Jamie informa Marin del sacrificio volontario di Afrodia. Marin la raggiunge, ma la Afrocar è già a terra, in flamme. Afrodia ferita sulla spiaggia, dopo l'atterraggio di fortuna piange e, mentre il sole tramonta, si spegne tra le braccia di Marin. Gattler, informato da Negulos, si chiude in una solitaria tristezza. |                   |          |
| 37                     | L'ultimo giorno della fortezza sub-spaziale 「亜空間要塞最後の日」 - Akukan yosai saigo no hi – "L'ultimo giorno della fortezza sub-spaziale" |                   |          |
| 37                     | La dottoressa Queenstein cerca di individuare in quale punto si materializzerà la Argor. La scienziata ha notato che nel sistema di S-1 non esiste un pianeta che corrisponda a Saturno, se la Terra è il passato di S-1, su Saturno deve essere successo qualcosa che ha portato alla sua scomparsa. La Base Blue Fixer decolla verso Saturno. Jamie decide di esprimere i propri sentimenti a Marin che però la respinge a causa del suo amore per la scomparsa Afrodia. Anche Oliver si decide a dichiarare il proprio amore per Jamie, e la ragazza, ancora depressa per il rifluto di Marin, è colpita dall'inaspettata serietà di Oliver, nel quale ha forse trovato un nuovo compagno. Un'avaria dell'impianto di alimentazione sub-spaziale costringe la Argor a tornare nella terza dimensione potendo così essere attaccata dai Blue Fixer. Il comandante supremo Negulos attacca a bordo dell'astronave Galger. La Base Blue Fixer fa concentrare su di sé gli attacchi di Aldebaran, mentre il Baldios, con a bordo anche Jamie e Quinstein, entrerà nel sub-spazio per poi attaccare la Argor dall'interno. Queenstein suggerisce di fare reagire il propellente con l'ammoniaca di Saturno. Nei violenti scontri la Base Blue Fixer viene distrutta, così come la nave di Negulos. Il Baldios si materializza all'interno dell'Argor, e dopo aver aperto il reattore con la balsaber, vi riversa dentro l'ammoniaca di Saturno. La reazione provoca un'immane esplosione, che spazza via la Argor e il pianeta. Gattler si salva con la Spirit Gattler II, portando con sé diecimila soldati ibernati. |                   |          |
| 38                     | Raita salva il domani!! (Spirit Gattler II) 「雷太よ 明日を救え!!」 - Raita yo ashita o sukue! – "Raita, salva il domani!!" |                   |          |
| 38                     | I Blue Fixer si ricordano che Gattler controlla ancora quattro basi missilistiche terrestri, provviste di ordigni all'idrogeno. Per disarmarle contemporaneamente il Baldios è costretto a scomporsi: Raita con il "Cater Ranger", Oliver e Janiie sul "Baldiprize", Marin e Quinstein sul "Pulser Burn". Il primo che terminerà il suo compito si dirigerà verso la quarta base missilistica. Gattler, approfitta di questa separazione, e invia la Spirit Gattier II ad attaccare il "Cater Ranger". Nonostante la violenza degli attacchi, Raita non interrompe l'operazione di disinnesco, ma quando i suoi compagni giungono in suo soccorso è ormai pieno di ferite, allo stremo delle forze e non più in grado di pilotare. Procedono così all'aggancio manuale del Baldios, ma la Spirit Gattler II non desiste, e il Baldios è costretto ad abbandonare la battaglia e rifugiarsi nel sub-spazio, inseguito dalla Spirit Gattler II. Al Baldios non è rimasta che una sola arma, tanto potente da essere in grado di danneggiare se stesso: il baldioroizer. La Spirit Gattier II si trasforma in una palla di fuoco, e mentre Gattler tenta disperatamente di tornare nella terza dimensione, spinge inavvertitamente i comandi che controllano i missili nucleari. Il Baldios usa nuovamente il baldioroizer mandando in pezzi la Spirit Gattier II, ma subendo a sua volta danni irreparabili. Gattler riesce ad allontanarsi, mentre sulla Terra iniziano a esplodere le testate nucleari. Il "Pulser Burn" riesce a sganciarsi dal Baldios in fiamme, portando in salvo Oliver e Jamie. Ma Raita non è più in grado di muoversi: "Mi dispiace, ma credo che mi prenderò un po' di riposo", sono le sue ultime parole, mentre esplode con il Baldiprize e il Cater Ranger. Gattler, a bordo di una capsula di salvataggio, osserva la Terra devastata da rosse nubi radioattive e capisce: "Sono stato io". |                   |          |
| 39                     | Partenza per l'eternità 「永遠への旅立ち」 - Eien e no tabidachi – "Partenza per l'eternità" |                   |          |
| 39                     | Marin, Quinstein, Oliver e Jamie tornano sulla Terra contaminata dalle radiazioni, dirigendosi verso l'unico rifugio federale rimasto; devono provare a radunare i sopravvissuti e costruire un dispositivo in grado di sintetizzare gli alimenti, in modo da garantire un futuro al genere umano. Nel rifugio si festeggia la fine della guerra, ma il radar ha individuato una parte della Argor nella fascia di asteroidi. Queenstein ordina che la scoperta non venga divulgata per evitare il panico, ma Marin vuole portare a termine la sua missione: uccidere Gattler e parte così per la cintura di asteroidi. Sul relitto, Gattler tenta invano di risvegliare i suoi diecimila soldati ibernati. Il dittatore non è affatto sorpreso dell'arrivo di Marin: "Ti aspettavo: dopotutto, non hai più nessun posto dove tornare". Alle accuse di Marin, Gattler risponde che il destino non può essere cambiato, è un cerchio senza uscita: la Terra è condannata a essere contaminata. Marin sta per sparare a Gattler, ma questi gli ricorda che ora si trova davanti al pannello di controllo delle capsule criogene: sparando, potrebbe uccidere diecimila persone in una volta sola. Marin si sente impotente e frustrato; Gattler, dopo avergli addirittura offerto di andare con lui, compie un nuovo balzo iperspaziale, alla ricerca di un nuovo pianeta che soddisfi le sue ambizioni. Sulla Terra, i radar segnalano la scomparsa della nave di Gattler, e tutti pregano per il ritorno di Marin. lì Pulser Burn, ormai provato da tante battaglie, torna verso la Terra, incendiandosi nell'atmosfera e tracciando nella notte una scia luminosa come una stella cadente. Marin non reagisce: nulla sembra avere più un senso. Il relitto del Pulser Burn giace abbandonato sulla spiaggia, sotto un cielo tinto di rosso. Marin si risveglia colpito dalle onde: "Sono... tornato". Mentre cammina sulla battigia, si apre un panorama di rovine. Ritornano i volti di Bannister, Raita, il padre, e di tutti i compagni morti in battaglia; infine colei che più di ogni altro vorrebbe incontrare di nuovo: Afrodia, che gli sorride con un velo di tristezza. Poi, su una parete di roccia, compare la sala criogena sulla quale è fuggito Gattler. Sulla sabbia rossa, Marin continua a camminare. |                   |          |